# Fertile Valley n.º 285
Fertile Valley n.º 285 es un municipio rural canadiense situado en la provincia de Saskatchewan.

## Superficie
Fertile Valley n.º 285 tiene una superficie de 1010,19 km².

## Demografía
En 2021, tenía 604 habitantes, una densidad poblacional de 0,6 hab./km², y 181 viviendas.